# Krötenvipern
Die Krötenvipern (Causus), auch Kröten- oder Nachtottern genannt, sind eine Gattung in der Unterfamilie der Echten Vipern (Viperinae). Die sechs Arten sind in der Verbreitung auf Afrika beschränkt, sie sind möglicherweise neben der asiatischen Fea-Viper (Azemiops feae) die ursprünglichsten lebenden Vertreter aller Vipern.

## Systematik
Neuere molekulargenetische Untersuchungen ordnen sie als Schwestergattung der aus Echis (Sandrasselottern) und Cerastes (Afrikanische Hornvipern) gebildeten Klade tief innerhalb der Echten Vipern (Viperinae) ein. In früheren Arbeiten wurden sie dagegen – wie auch die asiatische Fea-Viper (Azemiops feae) – als sehr ursprüngliche Vipern in eine separate Unterfamilie direkt in die Familie der Vipern (Viperidae) eingestellt. Diese Unterfamilie wurde mit Causinae bezeichnet.

## Merkmale und Arten
Alle Arten sind nachtaktiv und fressen Froschlurche. Die Größe beträgt meist 60 cm, selten bis zu 100 cm. Insgesamt werden sieben Arten in die Gattung gestellt:
- die Zweistreifen-Krötenviper (Causus bilineatus Boulenger, 1905) kommt von Angola bis Ruanda vor.
- die Schnauzen-Krötenviper oder Defilippis Nachtotter (Causus defilippii (Jan, 1863)) ist von Kenia bis Südafrika verbreitet.
- die Lichtensteins Nachtotter (Causus lichtensteinii (Jan, 1859)) ist eine Regenwaldart aus West- und Zentralafrika.
- die Westafrikanische Krötenviper (Causus maculatus (Hallowell, 1842)) ist eine Regenwaldart aus West- und Zentralafrika.
- Causus rasmusseni Broadley, 2014 – lebt in Sambia und eventuell auch in Angola.
- die Grüne Nachtotter (Causus resimus (Peters, 1862)) bewohnt das östliche Afrika von Somalia bis Mosambik.
- die Gemeine Krötenviper (Causus rhombeatus (Lichtenstein, 1823)) bewohnt das südliche Afrika.

## Giftwirkung
Bei Störungen beißen Krötenottern meist wild um sich. Ihre sehr großen Giftdrüsen, die weit in die Halsregion reichen, produzieren große Giftmengen. Dieses Gift ist bei Menschen nicht sonderlich wirksam, Bisse haben meist nur lokale Schwellungen und Schmerzen an der Bissstelle zur Folge, menschliche Todesfälle sind extrem selten.